# Volos
Volos (řecky Βόλος) je město v Thessalii ve středním Řecku, na břehu Egejského moře. Je hlavním městem prefektury Magnesia, leží 320 km severně od Athén na úpatí hory Pelion u Pagasitického zálivu a je nejvýznamnějším přístavem Thessálie. Končí zde lokální železnice z Larissy, v neoklasicistní budově nádraží sídlí železniční muzeum. Žije zde 85 000 obyvatel, s předměstími okolo 145 000.
Ve starověku leželo na místě Volosu město Iolkos, známé z pověsti o Iásónovi (turistickou atrakcí je replika jeho lodě Argó). Po osmanské nadvládě se stal roku 1881 součástí Řecka a započal jeho růst. Město je významným obchodním přístavem, hlavním zaměstnavatelem je kovozpracující firma Metka. Sídlí zde Thessalská univerzita. Pro turisty je Volos výchozím místem na ostrovy Skiathos a Skopelos. Typickým místním produktem je tsipouro, pálenka z matolin.
Město bylo mnohokrát postiženo zemětřesením, poslední velmi silné proběhlo v roce 1955. Ve městě se narodil italský malíř Giorgio De Chirico, z nedaleké vesnice Agria pochází hudební skladatel Vangelis. Na místním stadionu Panthessaliko se hrály zápasy fotbalového turnaje LOH 2004.

## Partnerská města
- Antofagasta, Chile
- Batumi, Gruzie
- Le Mans, Francie
- Pleven, Bulharsko
- Rostov na Donu, Rusko